# Thiago Primão
Thiago de Almeida Primão (Curitiba, 11 febbraio 1993) è un calciatore brasiliano, centrocampista del Goiânia.

## Palmarès

### Competizioni nazionali
- Coppa di Lettonia: 1

Riga FC: 2018
- Campionato lettone: 1

Riga FC: 2018